# Eucteniza mexicana
Eucteniza mexicana is een spinnensoort uit de familie Cyrtaucheniidae. De soort komt voor in Mexico.